# Tina Weirather
Christina Weirather (Vaduz, Lihtenštajn, 24. svibnja 1989.) je lihtenštajnska alpska skijašica.

## Karijera
Tina je svoju skijašku karijeru započela tijekom listopada 2005. na Svjetskom kupu u dobi od 16 godina. Svoj prvi podij (drugo mjesto) ostvarila je 2. prosinca 2011. u kanadskom Lake Louiseu u utrci spusta. Upravo u toj sezoni skijašica je nanizala još četiri podija. Sljedeće godine, u Garmisch-Partenkirchenu vožen je peti superveleslalom sezone za skijašice u Svjetskom kupu. Ondje je Tina ostvarila svoju prvu pobjedu u karijeri. Sedam sezona nakon debija u Svjetskom skijaškom kupu, Christina Weirather popela se na najvišu stepenicu pobjedničkog postolja u jednoj utrci. Na relativno kratkoj stazi na Kandaharu, Lihtenštajnka je slavila s tijesnom razlikom od svega 12 stotinki ispred Amerikanke Julije Mancuso i slovenske predstavnice Tine Maze.
U prvom spustu sezone 2014. u američkom Beaver Creeku, Tina je bila druga, odnosno 47 stotinki sporija od Švicarke Lare Gut. Prosinac iz te sezone pokazao se kao iznimno uspješan za Lihtenštajnku. Međutim, nije sve išlo po planu. Naime, u Lake Louiseu je najprije diskvalificirana zbog sporne odluke FIS-a prema kojoj je izgubila plasman. Čelnici skijaške federacije su odlučili kako su njeni štitnici za ruke neregularni (iako je s njima već nastupala te je očito da joj ne donose prednost u skijanju). Sljedeći dan, očigledno inspirirana dvojbenom diskvalifikacijom, Tina je odlično skijala u utrci spusta što joj je donijelo drugo mjesto. Isti rezultat ostvarila je na toj stazi i na utrci superveleslaloma. Pobjeda joj je izmakla za gotovo minimalnih tri stotinke sekunde.
Nakon tjedan dana slavila je u St. Moritzu s vremenom od 1:17.38 što joj je ujedno i druga pobjeda u karijeri. Uskoro je uslijedila i treća, i to u francuskom Val-d'Isèreu. U tamošnjoj utrci veleslaloma bila je nedodirljiva za svoje protivnice.
Skijašica je krajem siječnja 2014. osvojila tri postolja u utrkama voženim u talijanskoj Cortini d'Ampezzo. Svoju četvrtu pobjedu, odnosno prvu u spustu, skijašica je ostvarila 7. ožujka 2015. u Garmisch-Partenkirchenu.
Do svoje pete pobjede i prve u sezoni 2016., Tina je stigla u talijanskom La Thuileu gdje je bila najbrža u veleslalomu na stazi Franco Berthod koja je zadala dosta problema nekolicini drugih skijašica. Nakon tri godine, Weirather je ponovno slavila u veleslalomu voženom u St. Moritzu.
Svoj Mali kristalni globus u superveleslalomu osvojila je nakon pobjede u zadnjoj utrci sezone u Aspenu. Tamo je za 35 stotinki sekunde bila brža od drugoplasirana Slovenke Ilke Štuhec, pa je Lihtenštajnka za svega pet bodova u ukupnom poretku osvojila naslov ispred Mariborčanke. Za Weirather je to prvi mali globus u karijeri, a Štuhec je propustila priliku da osvoji već treći te sezone, nakon što je bila pobjednica u alpskoj kombinaciji i spustu. Tinino vrijeme od 1:11.66 niti jedna natjecateljica nije uspjela nadmašiti a uz mali kristalni globus osvojila je i srebro u Svjetskom skijaškom prvenstvu pa bi se ta sezona mogla nazvati krunom njene dosadašnje karijere.
Nakon lošeg plasmana na Olimpijadi u Torinu, Tina se dva puta ozljeđivala uoči samih Olimpijskih igara u Vancouveru i Sočiju. Međutim, na igrama u Pyeongchangu uspjela je osvojiti medalju, i to broncu u superveleslalomu. Na toj utrci je Čehinja Ledecká napravila senzaciju igara jer je kao outsiderica osvojila zlato a razloga za slavlje imala je i Tina. Razlog tome je bronca kojom se pridružila svojoj majci Hanni Wenzel i ujaku Andreasu Wenzelu kao treća osvajačica olimpijskog odličja u obitelji. Majka Hanni je osvojila dva zlata, srebro i broncu, a ujak Andreas srebro i broncu. Time je ta obitelj doprinijela u osvajanju sedam od ukupno deset medalja koje je ova mala kneževina osvojila u povijesti na olimpijskim igrama. Njena medalja je ujedno i prva za Lihtenštajn nakon trideset godina čekanja odnosno nakon igara u Calgaryju 1988. i uspjeha Paula Frommelta u slalomu.

## Rezultati

### Poredak u Svjetskom kupu
| Sezona | Starost | Ukupno                         | Slalom                         | Veleslalom                     | Super-G                        | Spust                          | Kombinacija                    |
| ------ | ------- | ------------------------------ | ------------------------------ | ------------------------------ | ------------------------------ | ------------------------------ | ------------------------------ |
| 2007.  | 17      | 56                             | —                              | 23                             | 51                             | 43                             | 16                             |
| 2008.  | 18      | 109                            | —                              | 39                             | —                              | —                              | —                              |
| 2009.  | 19      | propuštena sezona zbog ozljede | propuštena sezona zbog ozljede | propuštena sezona zbog ozljede | propuštena sezona zbog ozljede | propuštena sezona zbog ozljede | propuštena sezona zbog ozljede |
| 2010.  | 20      | 58                             | —                              | 41                             | 25                             | 38                             | 32                             |
| 2011.  | 21      | propuštena sezona zbog ozljede | propuštena sezona zbog ozljede | propuštena sezona zbog ozljede | propuštena sezona zbog ozljede | propuštena sezona zbog ozljede | propuštena sezona zbog ozljede |
| 2012.  | 22      | 9                              | —                              | 30                             | 7                              | 2                              | 33                             |
| 2013.  | 23      | 18                             | —                              | 37                             | 9                              | 6                              | —                              |
| 2014.  | 24      | 5                              | —                              | 10                             | 3                              | 4                              | 17                             |
| 2015.  | 25      | 10                             | —                              | 10                             | 8                              | 7                              | —                              |
| 2016.  | 26      | 4                              | 43                             | 5                              | 2                              | 8                              | —                              |
| 2017.  | 27      | 7                              | —                              | 13                             | 1                              | 5                              | —                              |
| 2018.  | 28      | 6                              | —                              | 32                             | 2                              | 3                              | —                              |

### Pobjede u Svjetskom kupu
| Datum              | Mjesto                 | Disciplina      |
| ------------------ | ---------------------- | --------------- |
| 1. ožujka 2013.    | Garmisch-Partenkirchen | superveleslalom |
| 14. prosinca 2013. | St. Moritz             | superveleslalom |
| 22. prosinca 2013. | Val-d'Isère            | veleslalom      |
| 7. ožujka 2015.    | Garmisch-Partenkirchen | spust           |
| 21. veljače 2016.  | La Thuile              | superveleslalom |
| 17. ožujka 2016.   | St. Moritz             | superveleslalom |
| 16. ožujka 2017.   | Aspen                  | superveleslalom |
| 3. prosinca 2017.  | Lake Louise            | superveleslalom |

### Olimpijske igre
| Pyeongchang 2018. Finale - superveleslalom | Pyeongchang 2018. Finale - superveleslalom | Pyeongchang 2018. Finale - superveleslalom |
| RANG                                       | Natjecatelj                                | Vrijeme                                    |
| ------------------------------------------ | ------------------------------------------ | ------------------------------------------ |
|                                            | Ester Ledecká                              | 1:21.11                                    |
|                                            | Anna Veith                                 | 1:21.12                                    |
|                                            | Tina Weirather                             | 1:21.22                                    |

## Vanjske poveznice
- Službena web stranica skijašice